# Яковлев, Николай Гаврилович
Никола́й Гаври́лович Я́ковлев (1829—1881) — русский врач и переводчик, автор ряда научных трудов по медицине.

## Биография
Происходил из духовного звания. Медицинское образование получил на медицинском факультете Императорского Московского университета, куда поступил в 1849 году.
Успешно окончив МГУ в 1854 году лекарем, в течение следующих двенадцати лет служил по Министерству внутренних дел в городе Астрахани и в это время изучал действие гальвано-электрического тока при лечении разных болезней.
Выйдя в 1866 году в отставку, он вслед за тем открыл в Астрахани 1-ю электрическо-гальваническую лечебницу, которую спустя несколько лет перевёл в Нижний Новгород.
Написал ряд научных статей, помещённых в «Московской медицинской газете» и в «Медицинском вестнике». Наиболее известные из них: «Гальванизм против нервной глухоты» («Московская медицинская газета». 1863. № 11) и «Медицинская полиция в Астрахани» («Медицинский вестник». 1867. № 29). Кроме того, Н. Яковлев перевёл с немецкого два сочинения: Фромгольда — «Электролиз и электрокатализ» (СПб., 1874) и Брунса — «Гальванохирургия» (СПб., 1875).
Скоропостижно скончался в 1881 году в Нижнем Новгороде.